# Rhynchotus
Rhynchotus é um gênero de aves da família Tinamidae.

## Espécies
- Rhynchotus rufescens (Temminck, 1815) - Inhambupé
- Rhynchotus maculicollis (a) (G. R. Gray, 1867)